# Lingua comox
La lingua comox è un idioma nativo americano appartenente alle Lingue salish, parlata nella regione canadese della Columbia Britannica.
Come tutte le lingue della propria famiglia, anche il comox soffre del processo di deriva linguistica verso l'inglese, per cui i giovani parlano quest'ultimo idioma a scapito di quelli tradizionali. Nel 2014 c'erano ancora 36 persone in grado di parlare ancora la lingua (la popolazione etnica è di 1990 persone) , mentre altre 710 dichiararono di comprenderla parzialmente.

## Distribuzione geografica
Storicamente il comox veniva parlato a nord dello Stretto di Georgia, sulla costa orientale dell'isola di Vancouver.

## Dialetti
La lingua comox possiede due dialetti diversi : il comox delle isole, che ora è estinto e il comox continentale.

## Testo d'esempio
Hɛw xaƛs qayx kʷ malyɛs. Xaƛuxʷas ta kʷiškʷiš. jɛttan kʷa kʷiškʷiš. Malyɛtəm qayx ta kʷiškʷiš. Xaƛuxʷmotas šɛ saɬtus. Kʷʊtəm qayx šɛ paʔa t̓ᶿokʷ. Gyɛtas ta qayɛmɩxʷ: "Hɛsəm čɛ ʔaθ kʷaθ kʷətᶿ qaysəm?" Nanətəm šɛ pʔa gɩǰɛ. Xʷə natəm qayx. Łaxsxʷas ʔot.